# Miquel Marquès Coll
 Miquel Marquès Coll (Sóller, 1901 - Palma, 1992) fou un periodista mallorquí.
Fill de l'impressor Joan Marquès Arbona. El 1919, Miquel Marquès va partir a estudiar el fotogravat i altres arts gràfiques i d'en-quadernació als tallers de La Vanguardia i a la casa Miquel Rius de Barcelona. El 1923 va participà en la fundació de l'Associació per la Cultura de Mallorca. El 1936 signà la  Resposta al Missatge dels Catalans. Col·laborà a l'Almanac de les Lletres. A la mort del seu pare el 1955 es va fer càrrec de la direcció del setmanari Sóller, que mantengué fins a la seva mort. Va participar en la fundació de l'Obra Cultural Balear el 1962, i en va ser el primer vicepresident. Va tenir una participació, al costat de Francesc de Borja Moll i Casasnovas en la represa, el 1949, de l'edició del Diccionari Català-Valencià-Balear. El 1966 obtingué el premi Ciutat de Palma de periodisme.